# Карякин, Роман Евгеньевич
Роман Евгеньевич Карякин (род. 6 августа 1995, Липецк) — российский пловец на открытой воде. Двукратный чемпион России.

## Биография
Родился 6 августа 1995 года в Липецке.
Чемпион России (2014 — группа 5 км; 2016 — 16 км).
Серебряный (2015 — 16 км) и бронзовый (2016 — 5 км, 10 км) призёр чемпионатов России.
Серебряный (2012 — 5 км) призёр первенства Европы и мира по плаванию на открытой воде.
Тренируется под руководством заслуженного тренера России Л. Г. Власевской.
В сборной команде России с 2014 года.
Выступает за ЦСП ШВСМ (Липецк).
Мастер спорта международного класса (плавание, открытая вода).
Участник чемпионата мира 2015 года в Казани.